# Viva Freedom!
Viva Freedom! (en coreano: 자유만세) es una película surcoreana de 1946 dirigida por Choi In-kyu y protagonizada por Jeon chang-geun, Yu gye seon y Hwang yeo-heui. Fue la primera película realizada en el país luego de obtener la independencia tras la rendición de Japón, algo evidente en el título del filme. Durante el período colonial, a Choi sólo se le permitía rodar ciertas películas, pero la trama de ¡Viva Freedom! es claramente diferente, ya que cuenta la historia de un combatiente de la resistencia patriótica coreana en 1945. Fue distribuida por la compañía cinematográfica Koryo Film Co. Ltd y estrenada el 21 de octubre de 1946 en los cines del país asiático.

## Sinopsis

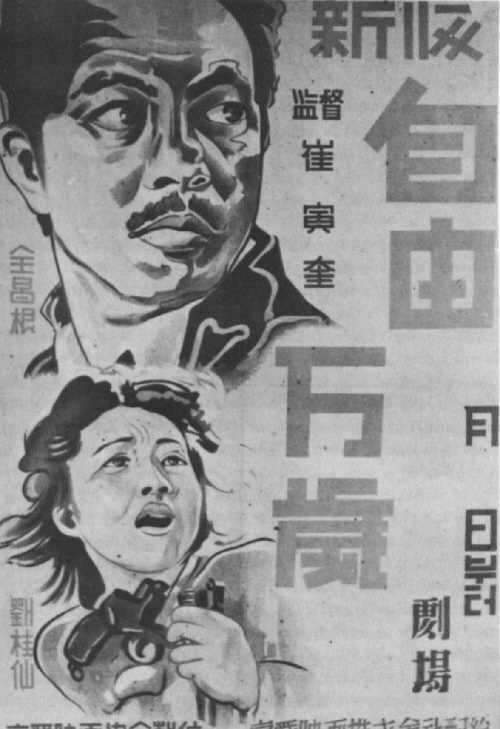
Afiche alternativo de la película

El protagonista Choi Han Jung, que fue encarcelado por su activismo independentista, logra escapar de la prisión. Se queda en casa de su amigo Park Jin Beom, un camarada de su causa independentista. Se reúne con sus otros colegas políticos en un sótano bajo una casa construida en estilo occidental. Allí los convence de que continúen su resistencia al Kenpeitai japonés en los años 1940, cuando la caída de dicho imperio ya era inminente. Sin embargo, un miembro del movimiento es atrapado por los japoneses mientras transporta una carga de dinamita, lo que lleva a Choi a esforzarse por salvarlo y termina rodeado por la policía militar japonesa.
Choi se esconde en la residencia de Mihyang, que es la amante del alto oficial de la policía japonesa, Nanbu. Se produce un tiroteo con el Kenpeitai en el que Choi resulta herido y recluido en un hospital universitario mientras recibe el debido tratamiento. Con la ayuda de la enfermera Hyeja, enamorada de Choi, Hanjung puede seguir luchando por la independencia. Con la caída de la bomba atómica sobre Hiroshima y Nagasaki, Corea obtiene su independencia como resultado de la rendición de Japón. Mientras las calles de Jongno celebran el acontecimiento, Hanjung busca la tumba de Mihyang, que perdió la vida.

## Reparto
- Jeon chang-geun es Choi han jung
- Yu gye seon es Mihyang
- Hwang yeo-heui es Hyeja

## Recepción
La película fue bien recibida por la audiencia, quienes elogiaron el mensaje de la liberación de Corea. En una reseña para el portal Internet Movie Database, el crítico Richard Chatten afirmó: "Rodada en gran parte en atractivos lugares de la preguerra civil en Seúl, la animada edición al estilo ruso se hizo más viva aún por los recortes de la censura de los años 1970. El resultado final parece desarticulado pero es absorbente... está embellecida con la incursión de incongruentes piezas clásicas para acompañar la acción, comenzando con "Fanfarria para el hombre corriente" de Aaron Copland en los créditos de apertura".
En el portal Encylopedia of Korean Culture se elogia la producción y su mensaje: "Viva Freedom! cuenta la historia de un luchador independiente y una mujer que perdió la vida peleando por la liberación de su patria. La película impresionó al público que aún experimentaba la alegría de la liberación del país en el momento de la proyección, y brindó la oportunidad de producir muchas películas basadas en personajes con fines patrióticos... la película es considerada una gran obra por su temática emocional, sus animadas representaciones y su sólida fotografía".